# Meander (ornament)

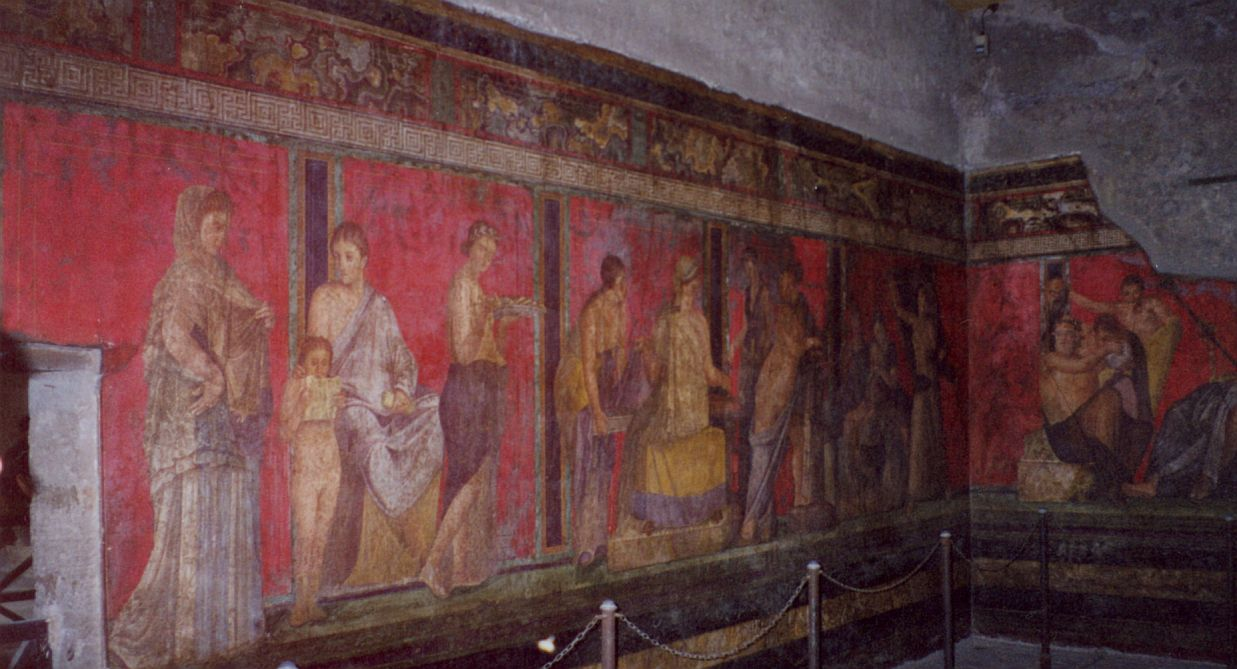
Een mooi voorbeeld van Meanders in de schilderkunst: de muurschilderingen in het huis van de mysteriën in Pompeï.

Meander is de benaming gegeven aan een patroon dat vaak terugkeerde in oosterse en klassieke culturen en genoemd werd naar de zeer kronkelende rivier Meander (in het westen van Turkije), die uitmondt in de Egeïsche Zee.
Het is een decoratief motief, gecompliceerd en van oorsprong rechtlijnig van opzet dat op bouwwerken, keramiek en schilderijen werd toegepast. Kenmerkend is soms een bepaalde yin-yang-achtige spiegel-symmetrie tussen donkere en lichte vlakken.
Momenteel wordt een versie van het teken wel gebruikt als symbool van de Griekse nationalistische partij Gouden Dageraad.

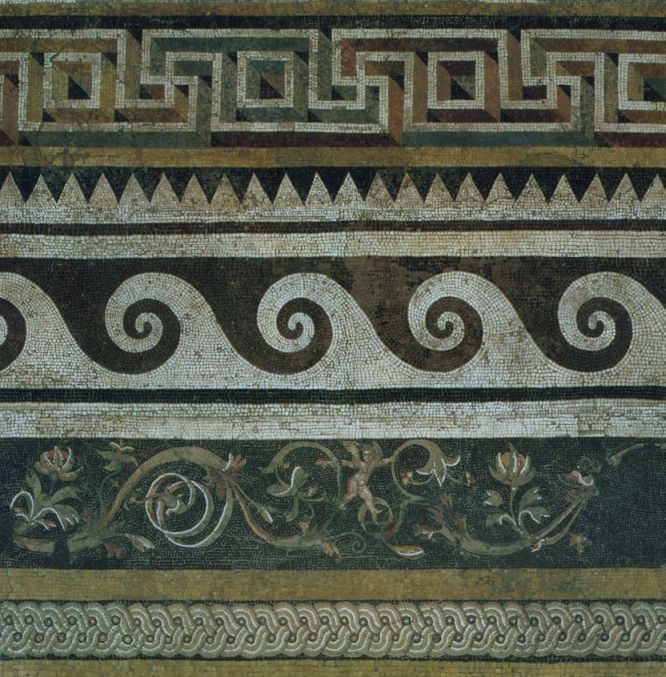
Meander-motieven in het Attalos II-paleis te Pergamon (159-138 BC)

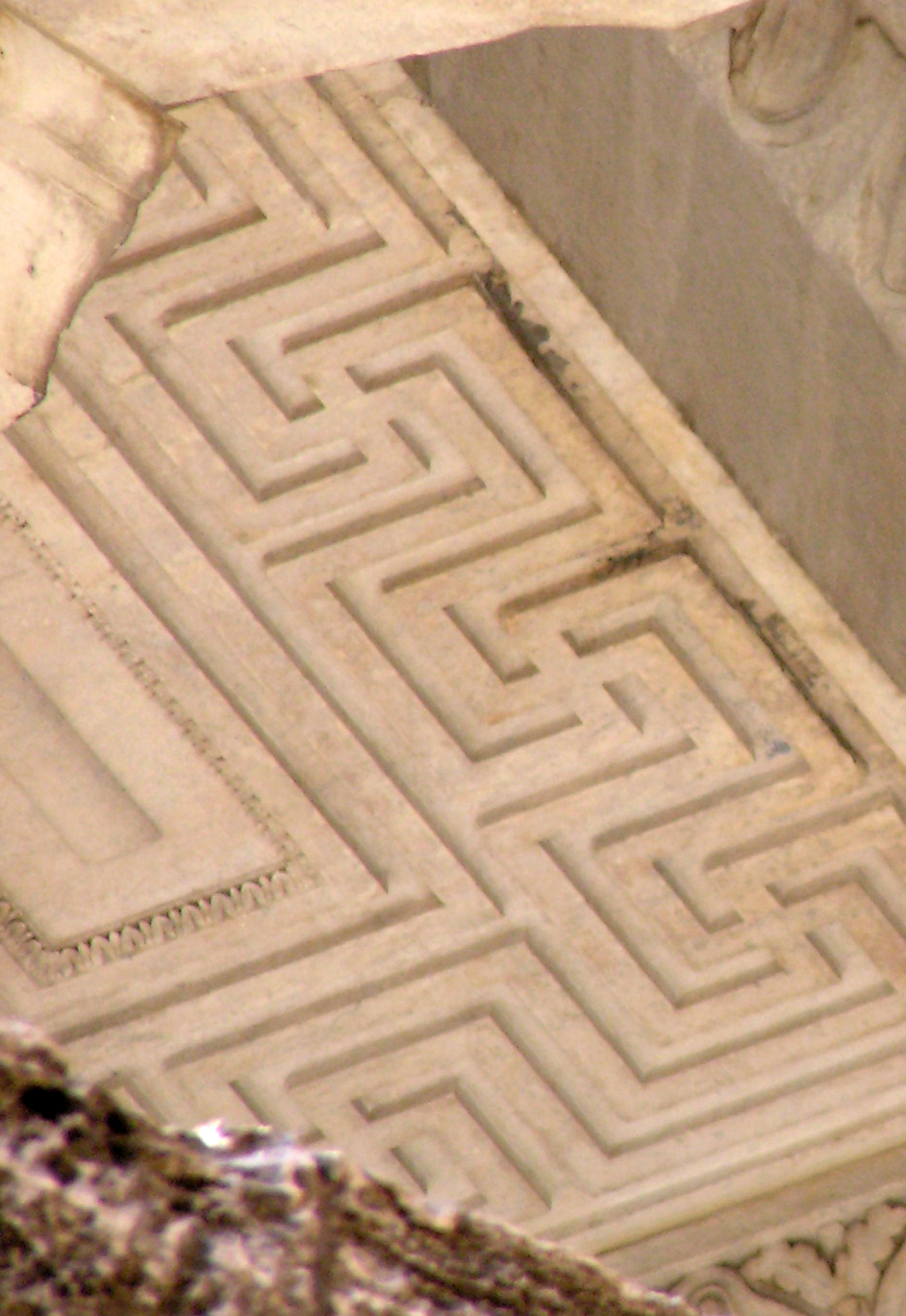
Meandermotief op het plafond van de aedes Martis Ultoris.